# Башта Falcon
Falcon (з англ. «Сокіл») - низькопрофільна башта (турель) основного бойового танку, розроблена King Abdullah II Design та Development Bureau у Йорданії, за технічної підтримки ПАР.
Оснащена системою автозаряджання і пристосована під гладкоствольну гармату RUAG Defense Systems L30 120 мм, башта призначена для йорданських Challenger 1 та інших основних бойових танків. Завдяки системі дистанційного керування баштою, з'явилася можливість розмістити весь екіпаж усередині корпусу, це робить танк менш помітним, а також допомагає краще захистити екіпаж. Башта Falcon вперше показана у 2003. Платформою для цієї башти став йорданський основний бойовий танк Al Hussein (Challenger 1). Також на озброєнні йорданської армії є танки Tariq (Centurion), M60A3 та Khalid (Chieftain), які можуть бути оснащені баштою Falcon. Також ця башта пропонується на експорт.